# Luna Lovegood
Luna Lovegood (Reino Unido, 13 de febrero de 1981) es un personaje secundario de la saga Harry Potter, escrita por J. K. Rowling. Es amiga del protagonista y lo acompañó en múltiples de sus aventuras. Apareció por primera vez en Harry Potter y la Orden del Fénix (2003) y es descrita como una muchacha con ojos saltones, cabello rubio largo y desordenado, con joyas excéntricas como aretes con forma de rábano y un collar de corchos de cerveza de mantequilla.
En la gran pantalla fue interpretada en las últimas cuatro películas por la actriz irlandesa Evanna Lynch.

## Historia

### Previo a las novelas
Luna Lovegood nació el 13 de febrero de 1981, hija de Xenophilius Lovegood y Pandora Lovegood. Su padre es el director de la revista mágica El Quisquilloso. Cuando Luna tenía nueve años, su madre murió frente a ella mientras experimentaba con hechizos. El hecho de haber presenciado el accidente le otorgó la habilidad de ver a los thestrals.
Al entrar al Colegio Hogwarts de Magia y Hechicería, Luna es seleccionada para la casa Ravenclaw, donde asisten los inteligentes y creativos. Luna es rechazada por sus compañeros debido a su excentricidad, no obstante, parece no importarle lo que la gente piense de ella.

### La Orden del Fénix
Harry Potter conoce a Luna cuando Ginny Weasley, compañera de clases de ésta, lo invita a él y Neville Longbottom a sentarse en su compartimiento del Expreso de Hogwarts. Luna se encontraba leyendo un ejemplar de El Quisquilloso que se encargaba de difamar a Cornelius Fudge y expresar sus ideas sobre que Sirius Black era en realidad el cantante mágico Stubby Boardman.
Más tarde, Hermione Granger la invitó a unirse al Ejército de Dumbledore (ED), a lo que ella aceptó. Durante los entrenamientos del ED, Luna consiguió invocar un patronus con forma de liebre.
Más tarde, acompañó a Harry, Ron, Hermione, Neville y Ginny al Departamento de Misterios para rescatar a Sirius Black de Lord Voldemort, sólo para descubrir que era una trampa de los mortífagos. Los seis combatieron contra los mortífagos, y Luna se mantuvo en pie hasta cerca del final de la batalla, hasta que Bellatrix lestrange explotó una puerta en su rostro, haciendo que salga despedida por los aires.

### El misterio del príncipe
Harry se sienta en un compartimiento del Expreso de Hogwarts junto a Luna y Neville, donde estos dos últimos son rechazados por Romilda Vane y un grupo de admiradoras de Harry, a lo que Luna observa que la gente espera que Harry tenga "amigos más carismáticos". 
Más tarde, Harry invita a Luna como su pareja a la fiesta de Navidad del Club de las Eminencias del profesor Slughorn. Ese mismo año, Luna sirvió como reemplazante de Lee Jordan y Zacharias Smith como comentarista en los partidos de quidditch, donde parecía estar más interesada en "las formas de las nubes que en el propio partido".
Cuando los mortífagos invadieron Hogwarts a fin de año, Luna, junto a Neville y Ginny, fueron los únicos miembros del ED que respondieron al llamado para proteger Hogwarts.

### Las reliquias de la Muerte
Al inicio del libro, Luna asiste junto a su padre a la boda de Bill Weasley y Fleur Delacour en la Madriguera, donde ella reconoce a Harry enseguida, a pesar de que éste estaba bajo los efectos de la poción multijugos. Cuando el lugar es atacado por los mortífagos, ella y su padre logran escapar.
Ella regresa a Hogwarts para su sexto año, donde ella, Neville y Ginny deciden levantarse contra el régimen que Severus Snape y los mortífagos habían impuesto sobre Hogwarts. Ellos reunieron al Ejército de Dumbledore, alarmando a Snape. Luna, Neville y Ginny intentaron robar la réplica de la espada de Gryffindor que se guardaba en la oficina de Snape, pero fueron descubiertos y castigados.
Debido a la campaña a favor de Harry que había liberado su padre a través de El Quisquilloso, Luna fue secuestrada por los mortífagos como castigo y encerrada en el calabozo de la Mansión de los Malfoy junto a Dean Thomas, Garrick Ollivander y Griphook. Sin embargo, son rescatados por Dobby, quien los lleva a El Refugio.
Cuando Harry regresa a Hogwarts para buscar la diadema de Ravenclaw, Luna se ofrece para ayudarlo a entrar a la Sala Común de Ravenclaw para poder ver una réplica de ésta para hacerse una idea de cómo luce. Allí, son atacados por los hermanos Alecto y Amycus Carrow, donde Luna logra aturdir a Alecto.
Cuando la Batalla de Hogwarts comienza, Luna, junto a Ernie Macmillan y Seamus Finnigan, logra salvar a Harry, Ron y Hermione de los dementores con sus patronus, e inspira a Harry para que éste lograra invocar su propio patronus. Después de la aparente muerte de Harry, Luna se batió a duelo contra Bellatrix Lestrange junto a Hermione y Ginny, hasta que Molly Weasley las hizo a un lado para combatir contra Lestrange y finalmente, matarla.
Cuando la batalla acabó, Luna distrajo a todos para que Harry tuviera tiempo de ponerse la capa de invisibilidad para tener un momento de tranquilidad.

### Vida adulta
Después de Hogwarts, Luna se convirtió en una naturalista mágica muy famosa. También acabó aceptando que algunas de las creencias extravagantes de su padre tal vez no eran reales. Luna se casó con Rolf Scamander, nieto del famoso autor de Animales fantásticos y dónde encontrarlos, Newt Scamander, y juntos tuvieron hijos gemelos, Lorcan y Lysander. 
Harry y Ginny nombraron a su tercera hija Lily Luna Potter, en honor a Luna Lovegood.

## Personalidad
El rasgo característico de Luna es su excentricidad, lo que causa el rechazo por parte de sus compañeros de clases. La apariencia física de Luna ya da una pista de su personalidad, destacando sus aretes con forma de rábano, un collar con corchos de cerveza de mantequilla, su varita mágica guardada detrás de su oreja, espectrogafas y su lectura de revistas de cabeza.
Según Rowling, Luna es la "anti-Hermione", ya que Hermione es "lógica e inflexible", al contrario de Luna, que podría "creer diez cosas imposibles antes del desayuno". Luna frecuentemente tiene discusiones con Hermione, entre ellas el hecho de que Hermione considera que la revista El Quisquilloso es ridícula e incompetente, lo que causa choques con Luna, hija del editor de ésta. Durante la primera reunión del Ejército de Dumbledore, Luna confronta a Hermione, reclamando que su problema es tener "la mente demasiado cerrada", después de que ésta desmintiera el hecho de que Cornelius Fudge tiene un ejército secreto.
Al mismo tiempo, Luna es muy dulce y amable (aunque no teme a defender sus opiniones con fiereza). Es una gran amiga, que apoya a sus amigos sin importar nada, tomando como ejemplo el hecho de que fabricó una cabeza de león que rugía para apoyar a Gryffindor en los partidos de quidditch en los que participaban Harry, Ron o Ginny, a pesar de pertenecer a otra casa (Ravenclaw).
A pesar de que a simple vista Luna pueda parecer poco inteligente, el Sombrero seleccionador la envió a Ravenclaw, la casa de los inteligentes, creativos y ansiosos por el saber, porque pudo ver dentro de ella. A pesar de no ser una persona muy lógica y que cree en los excentrismos de su padre, Luna ha demostrado su capacidad en múltiples ocasiones, como por ejemplo en su capacidad de recordar los rasgos de sus conocidos, cuando reconoce a Harry a pesar de que éste estaba bajo los efectos de la poción multijugos, debido a la "expresión de su rostro".
La actriz Evanna Lynch ha dicho que considera a Luna una vegetariana, ya que cree que Luna no se siente moralmente bien comiendo animales que han sufrido, no obstante, esto no es posible, ya que Luna ha sido vista comiendo platos con carne en los libros.

## Versión cinematográfica
Luna Lovegood fue interpretada por la actriz irlandesa Evanna Lynch en su début cinematográfico en las últimas cuatro películas de la saga: Harry Potter y la Orden del Fénix, Harry Potter y el misterio del príncipe, Harry Potter y las reliquias de la Muerte: parte 1 y Harry Potter y las reliquias de la Muerte: parte 2.
Entre las diferencias entre novelas y películas se encuentra que en la quinta entrega, cuando Harry y sus amigos conocen a Luna, se encontraban en uno de los carruajes tirados por thestrals y es presentada por Hermione, mientras que en la novela la conocen en el Expreso de Hogwarts  y es introducida por Ginny. También, en la sexta entrega, es Luna quien encuentra a Harry inconsciente bajo su capa de invisibilidad en el Expreso de Hogwarts y lo ayuda a llegar al castillo. En la novela, es Nymphadora Tonks quien hace esto.
Luna contó con diecinueve minutos totales en pantalla durante toda la saga de películas.

## En la cultura popular
IGN posicionó a Luna en el decimotercer lugar de su lista de 25 mejores personajes de Harry Potter, diciendo que su locura la convirtió en un "encanto".La revista Empire posicionó a Luna en el décimo puesto de sus personajes de Harry Potter.
J. K. Rowling ha revelado que Luna era uno de sus personajes favoritos de la saga.Junto con Harry Potter, Hermione Granger, Ron Weasley, Neville Longbottom, Ginny Weasley y Draco Malfoy, Luna es parte de los "siete grandes" personajes que Rowling considera importantes en la saga.